# Israel Yehoshua Singer
Israel Joshua Singer (nacido como Yisroel Yehoyshue Zinger, Biłgoraj, Polonia, 30 de noviembre de 1893-Nueva York, 10 de febrero de 1944) fue un novelista judío polaco en lengua yidis. 
Fue hijo de Pinchas Mendl Zinger, rabino jasídico y autor de comentarios rabínicos, y de Basheva Zylberman, hija a su vez de un rabino. Era el hermano mayor del Premio Nobel de Literatura Isaac Bashevis Singer y también de la novelista Esther Kreitman, la mayor de los tres hermanos.
Contrajo matrimonio con Genia Kuper. Su hijo mayor, Yasha, murió de gripe antes de que la familia emigrara a América. Su hijo menor, Joseph, fue traductor de las obras de su padre y su tío, Isaac Bashevis Singer. Joseph, pintor y escritor como su padre, contrajo matrimonio con June Flaum Singer quien también se convirtió en escritora. Tuvieron cuatro hijos: Sharon Singer, Brett Singer, I. J. Singer y Valerie Singer. Las tres hijas continuaron con la actividad familiar como poetas y novelistas. 
A los 15 años se fue a vivir a Varsovia y a los 18 empezó a escribir. Sus primeros escritos aparecieron en 1916 en la prensa europea en yidis. Entre 1918 y 1921 vivió en Kiev, donde publicó su cuento «Perl». En 1921 empezó a trabajar como corresponsal para el destacado diario norteamericano en lengua yidis Forverts (The Forward). En 1924 publicó su cuento «Liuk», que esclareció la confusión ideológica de la revolución bolchevique.
Escribió su primera novela, Acero y hierro, en 1927. En 1934 emigró a los Estados Unidos, donde publicó en 1937 la novela Los hermanos Ashkenazi y en 1969 La familia Karnowsky (titulada originalmente Di mishpokhe Karnovski, 1943, y traducida directamente del yidis al español por Rhoda Henelde y Jacob Abecasís, Acantilado, 2015). Falleció de un ataque al corazón.